# Aculeia (gente)

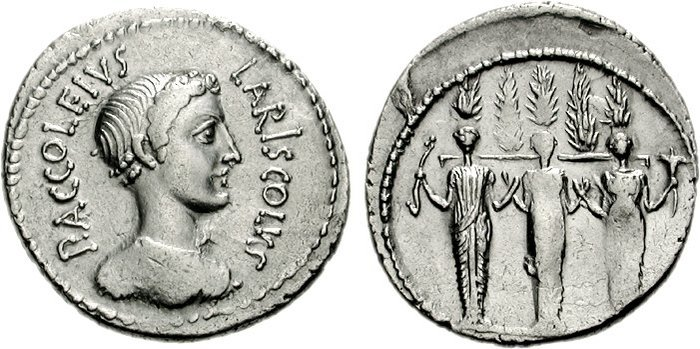
Denário emitido por Públio Aculeio Laríscolo, O inverso é muitas vezes identificada como representação da Diana Nemorense, mas pode representar Aca Larência, talvez, o antecessor da gente, e a origem do seu nome

Aculeia ou Acoleia (em latim: Accoleia ou Acculeia) era uma gente plebeia da Roma Antiga durante o século I a.C.. A maior parte do que é conhecido da família vem de várias moedas e inscrições.